# Функция высшего порядка
Фу́нкция вы́сшего поря́дка — в программировании функция, принимающая в качестве аргументов другие функции или возвращающая другую функцию в качестве результата. Основная идея состоит в том, что функции имеют тот же статус, что и другие объекты данных. Использование функций высшего порядка приводит к абстрактным и компактным программам, принимая во внимание сложность производимых ими вычислений.

## Пример
Следующий исходный код, написанный на Python, содержит функцию высшего порядка g(), которая в качестве первого аргумента принимает функцию. В результате на экран будет выведено «100» (результат вычисления (7+3)×(7+3)).
```
def
 
f
(
x
):

    
return
 
x
 
+
 
3

def
 
g
(
function
,
 
x
):

    
return
 
function
(
x
)
 
*
 
function
(
x
)

print
(
g
(
f
,
 
7
))

```

## Декораторы
В синтаксисе Python существует способ сокращения вызовов функций высшего порядка, называемый декоратором.